# Heptathela cucphuongensis
Heptathela cucphuongensis är en spindelart som beskrevs av Ono 1999. Heptathela cucphuongensis ingår i släktet Heptathela och familjen ledspindlar.
Artens utbredningsområde är Vietnam. Inga underarter finns listade i Catalogue of Life.